# Norwegische Fußballnationalmannschaft (U-18-Junioren)
Die norwegische Fußballnationalmannschaft der U-18-Junioren ist die Auswahl norwegischer Fußballspieler der Altersklasse U-18. Sie repräsentiert den Norges Fotballforbund auf internationaler Ebene und nahm lange Zeit an entsprechenden internationalen Wettbewerben, etwa der U-18-Europameisterschaft, teil. Nach einer Erhöhung der Altersgrenze seitens der UEFA auf 19 Jahre 2002 werden seither lediglich Freundschaftsspiele des jüngeren Jahrgangs als Vorbereitung für die U-19-Nationalmannschaft bestritten.

## Geschichte
Die U-18-Auswahl trat 1970 erstmals bei der Austragung des UEFA-Juniorenturniers an, konnte sich dort jedoch nicht im vorderen Bereich platzieren. Ab 1981 nahm die U-18-Auswahl regelmäßig an der Qualifikation zur seinerzeit neu eingeführten U-18-Europameisterschaft teil. Erstmals qualifizierte sie sich beim Turnier 1988 für die Endrunde, dort erreichte sie über Play-Off-Spiele für die Junioren-Weltmeisterschaft 1989. Größter Erfolg war das Erreichen des Spiels um den dritten Platz bei der EM-Endrunde 1992, gegen England wurde das Bronzemedaillenspiel im Elfmeterschießen gewonnen.